# Guldhavre
Guldhavre (Trisetum) er en slægt i Græs-familien.
| Arter |

- Almindelig Guldhavre (Trisetum flavescens) eller Glinsende Guldhavre
- Rensdyr-Guldhavre (Trisetum subalpestre)

| Botanik | Spire Denne botanikartikel er en spire som bør udbygges. Du er velkommen til at hjælpe Wikipedia ved at udvide den. |